# Humus
Humus je vrhnja plast prsti, ki nastane z razgradnjo organskih snovi v plasti rastlinskega opada. Humus je sestavljen iz amorfnih organskih delcev, kateri imajo veliko specifično površino ter imajo sposobnost absorbirati katione in vodo, hkrati pa povezujejo delce tal v strukturne skupke. Strokovni izraz procesa nastajanja humusa se imenuje humifikacija. Ta proces je mogoč zaradi delovanja organizmov, ki živi v zemlji in zaradi kemične reakcije, ki poteka v njem. Humus nastane kot končni produkt humifikacije.
Humus zaradi številnih možnosti sinteze ni kemično definirana snov in ima heterogeno sestavo. Glede na proces spajanja molekul v verige-polimere, barvo, razmerje C:N, topnost v raznovrstnih topilih ločimo tri glavne skupine humusnih snovi:
1. fulvo-kisline
2. huminske kisline
3. humin

Na podlagi deleža zgoraj navedenih spojin ločimo humus v več vrst:
1. surovi humus ali trhlina
2. sprstenina
3. humati in huminske kisline

Predhodna oblika humusa se imenuje prhlina. Trhlino srečamo v acidofilni vegetaciji, nastaja v kislem okolju v odsotnosti kalcijevih in magnezijevih ionov (stelja iglavcev, resa). Ima značilen kisel vonj po gljivah in vsebuje pretežni delež fulvo kislin. Sprstenina je oblika blagega, dobro preperelega humusa, ki je zasičen z bazami v biološko aktivnih tleh. Oblika humusa je tudi šota (v Sloveniji najbolj zastopana v krajinskem parku Ljubljansko barje), ki nastaja v okolju s prekomerno vlažnostjo in v večinsko abiotskih razmerah.
V hortikulturi obstaja kriterij glede deleža organskih snovi (humusa) glede na poimenovanje tal in prsti. Humozna tla vsebujejo do 4 % humusa. Mineralna tla vsebujejo manj kot 1% humusa. Največji delež humusa več kot 30 % imajo organska tla.

## Humifikacija - pretvorba organske snovi v humus
Proces "humifikacije" se lahko pojavlja v prsti ali pri proizvodnji komposta. Pomen kemijske stabilnosti humusa je plodnost, ki jo ponuja prsti tako v fizikalnem in kemijskem pogledu, vendar nekateri kmetijski strokovnjaki dajejo večji poudarek na to, da deluje kot zaviralec bolezni. 
Fizično pomaga zadrževati vlago tal s povečanjem mikroporoznosti in spodbuja nastanek dobre strukture tal. 
Kemično, uvajanje kisika v velike organske molekularne združbe ustvarja številna aktivna, negativno nabita mesta, ki se vežejo na pozitivno nabite ione (katione) rastlinskih hranil, ki so potem na voljo z ionsko izmenjavo. 
Biološko, omogoča talnim organizmom (mikrobom in živalim) hrano in razmnoževanje. Humus se pogosto opisuje kot »življenjska sila« tal. Kljub temu, da je težko opredeliti humus z natančnimi izrazi, pa gre za zelo zapleteno vsebino, polne narave, ki še vedno ni povsem jasno raziskana. 
Fizično se lahko razlikujejo humus z organskimi snovmi v tem, da je slednji videti kot grob material, s še vedno vidnimi grobimi ostanki rastlin, medtem ko v celoti humificirane organske snovi postanejo bolj enotne po videzu (temna, mehka, želatini podobna snov) in amorfne strukture, in lahko takšne ostanejo tisočletja ali več. To pomeni, da nima določene oblike, zgradbe ali značaja. Vendar pa humificirana organska snov, pri pregledu pod mikroskopom brez kemične obdelave, lahko razkrije majhne, vendar jasno prepoznavne rastlinske, živalske ali  ostanke mikroorganizmov, ki so bili mehansko, vendar ne  biološko razgrajeni. To kaže na zabrisano mejo med humusom in organskimi snovmi. V novejši literaturi se humus jasno štejejo kot sestavni del organskih snovi v tleh (eng. Soil Organic Matter).
Rastlinski ostanki (vključno s tistimi, ki so šli skozi živalska prebavila in so se izločili v živalskem blatu), vsebujejo organske spojine: sladkor, škrob, beljakovine, ogljikovi hidrati, lignin, voski, smole in organske kislina|kisline. Proces razpadanja organskih snovi v tleh se začne z razgradnjo sladkorjev in škroba iz ogljikovih hidratov, ki se zlahka razgradijo, ko razkrojevalci(npr.: deževnik) najprej napadejo mrtve rastlinske organe, medtem ko  se preostala celuloza in lignin razgrajujeta počasneje. Enostavni proteini, organske kisline, škrob in sladkorji se razgradijo hitro, medtem ko surove beljakovine, maščobe, voski in smole ostanejo razmeroma nespremenjene dlje časa. Lignin, ki ga počasi spreminjajo glive bele trohnobe , je ena glavnih predstopenj humusa skupaj s stranskimi proizvodi mikrobne in živalske dejavnosti. Humus, ki je končni produkt tega kolektivnega procesa, je torej mešanica sestavin in zapletenih kemikalij rastlinskega, živalskega ali mikrobnega izvora, ki ima številne funkcije in koristi v prsti.V večina humusa so vključene živalske fekalije bolj ali manj temne barve (glede na njihovo vsebnost organskih snovi). Humus, ki ga predelajo deževniki (vermikompost), je po mnenju nekaterih najboljši organski gnoj.

## Stabilnost humusa
Kompost, v katerem je mogoča nadaljnja razgradnja je včasih imenovan tudi učinkoviti ali aktivni humus, čeprav znanstveniki pravijo, da če ni stabilen, to sploh ni humus. Ta vrsta komposta, bogata z ostanki rastlin in fulvična kislin, je odličen vir rastlinskih hranil, vendar majhne vrednosti glede dolgoročne strukture tal in prsti. Po drugi strani pa je stabilni (ali pasivni) humus, sestavljen iz huminskih kislin in huminsa, tako zelo slabo topen (oziroma tako tesno vezan na glinene delce in hidrokside), da jih mikrobi ne morejo prodreti in so zato zelo odporni na nadaljnjo razgradnjo. Stabilni humus tako dodaja v zemljo nekaj hranil, vendar igra pomembno vlogo pri zagotavljanju fizične strukture. Nekaj zelo stabilnih kompleksnih humusov je preživelo že tisoče let. Najbolj stabilen humus pa je tisti, ki nastaja s počasno oksidacijo črnega ogljika,  po vključitvi finega oglja v prahu v vrhnje plasti zemlje. Ta proces se odvija pri nastajanju rodovitne amazonske Dark Zemljine ali Terra pret de Indio.

## Vir
http://www.kalia.si/sl/clanki/clanki/zelenjavni-vrt/274-9-kompost-z-domacega-vrta Arhivirano 2009-10-03 na Wayback Machine. — Kalia.si